# قائمة الهنود الحاصلين على جائزة نوبل

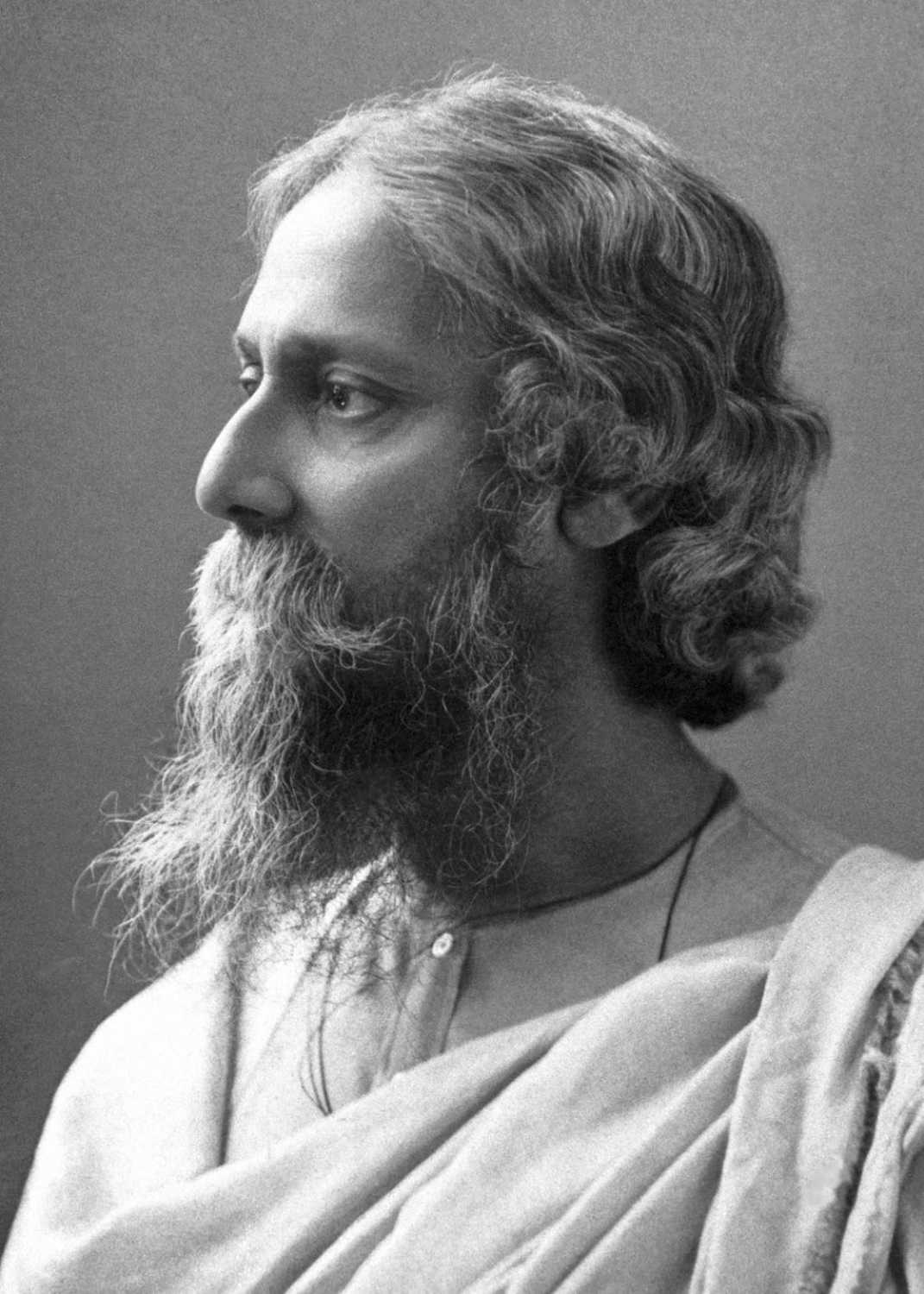
يعتبر روبندرونات طاغور أول هندي يفوز بجائزة نوبل في الأدب عام 1913.

جائزة نوبل عبارة عن مجموعة من الجوائز الدولية السنوية التي تمنح «لأولئك الأشخاص الذين قدموا منافع كبيرة للبشرية» في مجالات الفيزياء والكيمياء وعلم وظائف الأعضاء أو الطب، الأدب والسلام والاقتصاد.  تأسست هذه الجائزة من قبل المخترع السويدي ألفريد نوبل الذي أخترع الديناميت والذي أوصى بأن ثروته تستخدم لإنشاء سلسلة من الجوائز، والتي تعرف الآن باسم جوائز نوبل. تعتبر جوائز نوبل معترف بها ومشهوره جدا وتعتبر من أهم الجوائز التي تمنح في المجالات التي سبق ذكرها.
تم منح جوائز نوبل لحوالي 835 شخص (791 رجلا و 44 امرأة) و 21 منظمة وبعض المنظمات حصلت على أكثر من مرة من هذه الجوائز. من بين هؤلاء الأشخاص 12 شخص هندي (5 مواطنين هنود و 7 من أصل هندي أو يقيموا في الهند). كان روبندرونات طاغور أول مواطن هندي يحصل على جائزة نوبل وكانت الأم تيريزا هي المرأة الوحيدة التي تحصل على جائزة نوبل من الهنود.  والجدير بالذكر أن رشح سري أوروبندو بجائزة نوبل في الأدب عام 1943 وعلى جائزة نوبل للسلام في عام 1950. 
في 1 ديسمبر 1999 أكدت لجنة نوبل النرويجية أن مهاتما غاندي رشح ثلاث مرات لجائزة نوبل للسلام (في عام 1937 وعام 1939، وأيضا عام 1947 وقبل أيام قليلة من اغتياله في يناير 1948). 

## الحائزون على الجائزة

### المواطنون الهنود
| السنة | الحائزة على الجائزة | الحائزة على الجائزة                                | المجال              |
| ----- | ------------------- | -------------------------------------------------- | ------------------- |
| 1913  |                     | روبندرونات طاغور                                   | الأدب               |
| 1930  |                     | تشاندراسيخارا رامان                                | الفيزياء            |
| 1979  |                     | الأم تريزا (ولد في سكوبيه, الإمبراطورية العثمانية) | السلام              |
| 1998  |                     | أمارتيا سن                                         | الدراسات الاقتصادية |
| 2014  |                     | كايلاش ساتيارثي                                    | السلام              |

### الحائزون على الجائزة من أصل هندي
| السنة | الحائز على الجائزة | الحائز على الجائزة                                      | الدولة                             | المجال                    |
| ----- | ------------------ | ------------------------------------------------------- | ---------------------------------- | ------------------------- |
| 1968  |                    | هار غوبند خورانا (ولد في رايبور, الهند البريطانية)      | الولايات المتحدة                   | علم وظائف الأعضاء أو الطب |
| 1983  |                    | سابرامانين تشاندراسخار (ولد في لاهور, الهند البريطانية) | الولايات المتحدة                   | الفيزياء                  |
| 2009  |                    | فينكاترامان راماكريشنان (ولد في تشيدامبارام, الهند)     | المملكة المتحدة / الولايات المتحدة | الكيمياء                  |

### الحاصلين على جائزة نوبل عندما كانو مقيمين في الهند
| السنة | الحائزة على الجائزة | الحائزة على الجائزة                                            | الدولة               | المجال                    |
| ----- | ------------------- | -------------------------------------------------------------- | -------------------- | ------------------------- |
| 1902  |                     | رونالد روس (ولد في المورا, الهند البريطانية)                   | المملكة المتحدة      | علم وظائف الأعضاء أو الطب |
| 1907  |                     | روديارد كبلينغ (ولد في مومباي, الهند البريطانية)               | المملكة المتحدة      | الأدب                     |
| 1989  |                     | تينزن غياتسو (ولد في تكتسر, جمهورية الصين)                     | التبت · ( في المنفى) | السلام                    |
| 2001  |                     | فيديادر سوراجبراساد نيبول (ولد في تشاغواناس, ترينيداد وتوباغو) | المملكة المتحدة      | الأدب                     |